# Le Vaumain
Le Vaumain é uma comuna francesa na região administrativa de Altos da França, no departamento de Oise. Estende-se por uma área de 8,1 km². Em 2010 a comuna tinha 399 habitantes (densidade: 49,3 hab./km²).